# 로벨 가르시아
로벨 에스티왈 가르시아 로드리게스(Robel Estiwal García Rodriguez, 1993년 3월 28일 ~ )는 도미니카 공화국, 이탈리아의 야구 선수이자, 전 KBO 리그 LG 트윈스의 내야수, 외야수, 투수이다.

## 이탈리아 프로야구 시절
2017년에 포르티투도 베이스볼 볼로냐에 입단하였다.

## 미국 프로야구 시절
2019년에 시카고 컵스에 입단하였다.

## 한국 프로야구 시절

### LG 트윈스시절
2022년 6월 5일에 리오 루이즈를 대체할 외국인 야수로 영입되었다. 2022년 7월 26일 SSG 랜더스전에서 4타수 1안타를 기록했다. 2022년 10월 6일에 방출되었다.